# Caracterizaciones de la función exponencial
En matemáticas, la función exponencial se puede caracterizar de muchas maneras. Las siguientes caracterizaciones (definiciones) son las más comunes.  Este artículo explica por qué cada caracterización tiene sentido y por qué las caracterizaciones son independientes y equivalentes entre sí. Como un caso especial de estas consideraciones, veremos que las tres definiciones más comunes dadas para la constante matemática e también son equivalentes entre sí. 

## Caracterizaciones
Las seis definiciones más comunes de la función exponencial exp(x) = ex para x real son: 
1.  Define ex por el límite
{\displaystyle e^{x}=\lim _{n\to \infty }\left(1+{\frac {x}{n}}\right)^{n}.}
2.  Define e x como el valor de la serie infinita
{\displaystyle e^{x}=\sum _{n=0}^{\infty }{x^{n} \over n!}=1+x+{\frac {x^{2}}{2!}}+{\frac {x^{3}}{3!}}+{\frac {x^{4}}{4!}}+\cdots }
(Aquí n! denota el factorial de n. Una prueba de que e es irracional usa esta representación.)
3.  Defina ex para que sea el número único y > 0 tal que
{\displaystyle \int _{1}^{y}{\frac {dt}{t}}=x.}
Esto es la inversa del logaritmo natural, que está definido por esta integral.
4.  Defina e x como la solución única para el problema del valor inicial
{\displaystyle y'=y,\quad y(0)=1.}
(Aquí, y 'denota la derivada de y)
5.  La función exponencial f ( x ) = e x es la función única medible de Lebesgue con f (1) = e que satisface 
{\displaystyle f(x+y)=f(x)f(y){\text{ para todo }}x{\text{ e }}y}
(Hewitt y Stromberg, 1965, ejercicio 18.46). Alternativamente, es la única función continua en cualquier lugar con estas propiedades (Rudin, 1976, capítulo 8, ejercicio 6).  El término "continuo en cualquier lugar" significa que existe al menos un solo punto {\displaystyle x}en el cual {\displaystyle f(x)}es continuo. Como se muestra abajo, si {\displaystyle f(x+y)=f(x)f(y)}para todos {\displaystyle x}e {\displaystyle y}y {\displaystyle f(x)}es continuo en cualquier punto {\displaystyle x}entonces {\displaystyle f(x)} es necesariamente continuo en todas partes.
(Como contraejemplo, si uno no asume continuidad o medibilidad, es posible probar la existencia de una función discontinua y no medible en todas partes con esta propiedad utilizando una base de Hamel para los números reales sobre los racionales, como se describe en Hewitt y Stromberg.)
Debido a que f(x) = ex está garantizado para racional x por las propiedades anteriores (ver a continuación), también se podría usar la monotonicidad u otras propiedades para imponer la elección de e x para x irracional, pero tales alternativas parecen ser poco comunes.
También se podrían reemplazar las condiciones que {\displaystyle f(1)=e}y eso {\displaystyle f}ser medible por Lebesgue o continuo en cualquier lugar con la única condición que  {\displaystyle f'(0)=1}. Esta condición, junto con la condición {\displaystyle f(x+y)=f(x)f(y)}implica fácilmente ambas condiciones en la caracterización 4. De hecho, uno obtiene la condición inicial  {\displaystyle f(0)=1}dividiendo ambos lados de la ecuación{\displaystyle f(0)=f(0+0)=f(0)f(0)}
por  {\displaystyle f(0)}y la condición que {\displaystyle f'(x)=f(x)}se sigue de la condición de que {\displaystyle f'(0)=1}y la definición de la derivada como sigue:
{\displaystyle {\begin{aligned}f'(x)&=\lim _{h\to 0}{\frac {f(x+h)-f(x)}{h}}\\&=\lim _{h\to 0}{\frac {f(x)f(h)-f(x)}{h}}\\&=\lim _{h\to 0}f(x){\frac {f(h)-1}{h}}\\&=f(x)\lim _{h\to 0}{\frac {f(h)-1}{h}}\\&=f(x)\lim _{h\to 0}{\frac {f(0+h)-f(0)}{h}}\\&=f(x)f'(0)=f(x).\end{aligned}}}
6.  Sea e el único número real que satisface
{\displaystyle \lim _{h\to 0}{\frac {e^{h}-1}{h}}=1.}
Se puede demostrar que este límite existe.  Esta definición es particularmente adecuada para calcular la derivada de la función exponencial. Luego define e x para ser la función exponencial con esta base.

## Dominios más grandes
Una forma de definir la función exponencial para dominios más grandes que el dominio de números reales es primero definirla para el dominio de números reales usando una de las caracterizaciones anteriores y luego extenderla a dominios más grandes de una manera que funcione para cualquier función analítica . 
También es posible usar las caracterizaciones directamente para el dominio más grande, aunque pueden surgir algunos problemas. (1), (2) y (4) todos tienen sentido para las álgebras de Banach arbitrarias. (3) presenta un problema para los números complejos, porque hay caminos no equivalentes a lo largo de los cuales se podría integrar, y (5) no es suficiente.  Por ejemplo, la función f definida (para x e y real) como 
{\displaystyle f(x+iy)=e^{x}(\cos(2y)+i\sin(2y))=e^{x+2iy}}
satisface las condiciones en (5) sin ser la función exponencial de  X  + iy  Para hacer (5) suficiente para el dominio de números complejos, se puede estipular que existe un punto en el que f es un mapa conforme o bien estipular que 
{\displaystyle f(i)=\cos(1)+i\sin(1).}
En particular, la condición alternativa en (5) que {\displaystyle f'(0)=1}es suficiente ya que estipula implícitamente que f es conforme. 

## Prueba de que cada caracterización tiene sentido
Algunas de estas definiciones requieren una justificación para demostrar que están bien definidas .  Por ejemplo, cuando el valor de la función se define como el resultado de un proceso limitante (es decir, una secuencia o serie infinita ), se debe demostrar que ese límite siempre existe. 

### Caracterización 2
Ya que 
{\displaystyle \lim _{n\to \infty }\left|{\frac {x^{n+1}/(n+1)!}{x^{n}/n!}}\right|=\lim _{n\to \infty }\left|{\frac {x}{n+1}}\right|=0<1.}
se deduce de la prueba de relación que  {\displaystyle \sum _{n=0}^{\infty }{\frac {x^{n}}{n!}}}converge para todos los x . 

### Caracterización 3
Dado que el integrando es una función integrable de t , la expresión integral está bien definida.  Ahora debemos demostrar que la función de   {\displaystyle \mathbb {R} ^{+}}a  {\displaystyle \mathbb {R} }definido por 
{\displaystyle \int _{1}^{(\cdot )}{\frac {dt}{t}}}
es una bijección. Como {\displaystyle t^{-1}}es positivo para t positivo, esta función es monótona aumentando, por lo tanto, de uno a uno. Si las dos integrales 
{\displaystyle {\begin{aligned}\int _{1}^{\infty }{\frac {dt}{t}}&=\infty \\[8pt]\int _{1}^{0}{\frac {dt}{t}}&=-\infty \end{aligned}}}
Espera, entonces está claramente en también.  De hecho, estas integrales se sostienen; siguen desde la prueba integral y la divergencia de la serie armónica . 

## Equivalencia de las caracterizaciones
La siguiente prueba demuestra la equivalencia de las tres primeras caracterizaciones dadas para e arriba.  La prueba consta de dos partes.  Primero, se establece la equivalencia de las caracterizaciones 1 y 2, y luego se establece la equivalencia de las caracterizaciones 1 y 3. 

### Equivalencia de caracterizaciones 1 y 2
El siguiente argumento está adaptado de una prueba en Rudin, teorema 3.31, pág. 63–5. 
Dejar {\displaystyle x\geq 0} ser un número real fijo no negativo.  Definiendo 
{\displaystyle s_{n}=\sum _{k=0}^{n}{\frac {x^{k}}{k!}},\ t_{n}=\left(1+{\frac {x}{n}}\right)^{n}.}
Por el teorema del binomio , 
{\displaystyle {\begin{aligned}t_{n}&=\sum _{k=0}^{n}{n \choose k}{\frac {x^{k}}{n^{k}}}=1+x+\sum _{k=2}^{n}{\frac {n(n-1)(n-2)\cdots (n-(k-1))x^{k}}{k!\,n^{k}}}\\[8pt]&=1+x+{\frac {x^{2}}{2!}}\left(1-{\frac {1}{n}}\right)+{\frac {x^{3}}{3!}}\left(1-{\frac {1}{n}}\right)\left(1-{\frac {2}{n}}\right)+\cdots \\[8pt]&{}\qquad \cdots +{\frac {x^{n}}{n!}}\left(1-{\frac {1}{n}}\right)\cdots \left(1-{\frac {n-1}{n}}\right)\leq s_{n}\end{aligned}}}
(usando x ≥ 0 para obtener la desigualdad final) para que 
{\displaystyle \limsup _{n\to \infty }t_{n}\leq \limsup _{n\to \infty }s_{n}=e^{x}}
donde e x está en el sentido de definición  2.  Aquí, hay que utilizar limsups, porque todavía no sabemos que en realidad tn converge.  Ahora, para la otra dirección, tenga en cuenta que por la expresión anterior de tn, si 2 ≤ m ≤ n , tenemos 
{\displaystyle 1+x+{\frac {x^{2}}{2!}}\left(1-{\frac {1}{n}}\right)+\cdots +{\frac {x^{m}}{m!}}\left(1-{\frac {1}{n}}\right)\left(1-{\frac {2}{n}}\right)\cdots \left(1-{\frac {m-1}{n}}\right)\leq t_{n}.}
Arreglando m , y dejando que n se acerque al infinito.  Obtenemos 
{\displaystyle s_{m}=1+x+{\frac {x^{2}}{2!}}+\cdots +{\frac {x^{m}}{m!}}\leq \liminf _{n\to \infty }t_{n}}
(de nuevo, debemos usar liminf  porque todavía no sabemos que tn converge).  Ahora, tome la desigualdad anterior, deje que m se aproxime al infinito y júntela con la otra desigualdad.  Esto se convierte en 
{\displaystyle \limsup _{n\to \infty }t_{n}\leq e^{x}\leq \liminf _{n\to \infty }t_{n}}
así que eso 
{\displaystyle \lim _{n\to \infty }t_{n}=e^{x}.}
Luego podemos extender esta equivalencia a los números reales negativos observando {\displaystyle \left(1-{\frac {r}{n}}\right)^{n}\left(1+{\frac {r}{n}}\right)^{n}=\left(1-{\frac {r^{2}}{n^{2}}}\right)^{n}} y tomando el límite como n va al infinito. 
El término de error de esta expresión límite se describe por 
{\displaystyle \left(1+{\frac {x}{n}}\right)^{n}=e^{x}\left(1-{\frac {x^{2}}{2n}}+{\frac {x^{3}(8+3x)}{24n^{2}}}+\cdots \right),}
donde el grado del polinomio (en x ) en el término con denominador nk es 2 k . 

### Equivalencia de caracterizaciones 1 y 3
Aquí, definimos la función de logaritmo natural en términos de una integral definida como anteriormente.  Por la primera parte del teorema fundamental del cálculo, 
{\displaystyle {\frac {d}{dx}}\ln x={\frac {d}{dx}}\int _{1}^{x}{\frac {1}{t}}\,dt={\frac {1}{x}}.}
Además,  {\displaystyle \ln 1=\int _{1}^{1}{\frac {1}{t}}\,dt=0}
Ahora, sea x cualquier número real fijo,  
{\displaystyle y=\lim _{n\to \infty }\left(1+{\frac {x}{n}}\right)^{n}.}
Mostraremos que ln (y) = x, lo que implica que y = ex, donde ex está en el sentido de la definición 3.  Tenemos 
{\displaystyle \ln y=\ln \lim _{n\to \infty }\left(1+{\frac {x}{n}}\right)^{n}=\lim _{n\to \infty }\ln \left(1+{\frac {x}{n}}\right)^{n}.}
Aquí, hemos usado la continuidad de ln ( y ), que sigue de la continuidad de 1/t : 
{\displaystyle \ln y=\lim _{n\to \infty }n\ln \left(1+{\frac {x}{n}}\right)=\lim _{n\to \infty }{\frac {x\ln \left(1+(x/n)\right)}{(x/n)}}.}
Aquí, hemos usado el resultado ln an = n ln a. Este resultado se puede establecer para n un número natural por inducción o mediante integración por sustitución.  (La extensión a las potencias reales debe esperar hasta que ln y exp se hayan establecido como inversas entre sí, de modo que a b pueda definirse como real b como eblna.) 
{\displaystyle =x\cdot \lim _{h\to 0}{\frac {\ln \left(1+h\right)}{h}}\quad {\text{ donde }}h={\frac {x}{n}}}
{\displaystyle =x\cdot \lim _{h\to 0}{\frac {\ln \left(1+h\right)-\ln 1}{h}}}
{\displaystyle =x\cdot {\frac {d}{dt}}\ln t{\Bigg |}_{t=1}}
{\displaystyle \!\,=x.}

### Equivalencia de caracterizaciones 2 y 4.
Sea n un entero no negativo. En el sentido de la definición 4 y por inducción,  {\displaystyle {\frac {d^{n}y}{dx^{n}}}=y}. 
Por lo tanto {\displaystyle {\frac {d^{n}y}{dx^{n}}}{\Bigg |}_{x=0}=y(0)=1.}
Usando la serie de Taylor, {\displaystyle y=\sum _{n=0}^{\infty }{\frac {f^{(n)}(0)}{n!}}\,x^{n}=\sum _{n=0}^{\infty }{\frac {1}{n!}}\,x^{n}=\sum _{n=0}^{\infty }{\frac {x^{n}}{n!}}.} esto muestra que la definición 4 implica la definición 2.
En el sentido de definición 2, 
{\displaystyle {\begin{aligned}{\frac {d}{dx}}e^{x}&={\frac {d}{dx}}\left(1+\sum _{n=1}^{\infty }{\frac {x^{n}}{n!}}\right)=\sum _{n=1}^{\infty }{\frac {nx^{n-1}}{n!}}=\sum _{n=1}^{\infty }{\frac {x^{n-1}}{(n-1)!}}\\[6pt]&=\sum _{k=0}^{\infty }{\frac {x^{k}}{k!}},{\text{ donde }}k=n-1\\[6pt]&=e^{x}\end{aligned}}}
Además, {\displaystyle e^{0}=1+0+{\frac {0^{2}}{2!}}+{\frac {0^{3}}{3!}}+\cdots =1.} Esto muestra que la definición 2 implica la definición 4.

### Equivalencia de caracterizaciones 1 y 5.
La siguiente prueba es una versión simplificada de la de Hewitt y Stromberg, ejercicio 18.46.  Primero, uno prueba que la mensurabilidad (o, aquí, la integrabilidad de Lebesgue) implica continuidad para una función distinta de cero {\displaystyle f(x)}satisfactorio {\displaystyle f(x+y)=f(x)f(y)}y luego se prueba que la continuidad implica {\displaystyle f(x)=e^{kx}}para algunos k , y finalmente {\displaystyle f(1)=e}implica k = 1. 
Primero, probamos algunas propiedades elementales de {\displaystyle f(x)}satisfactorio {\displaystyle f(x+y)=f(x)f(y)}y el supuesto de que  {\displaystyle f(x)}no es idénticamente cero: 
- Si {\displaystyle f(x)}es distinto de cero en cualquier lugar (por ejemplo, en x = y ), entonces es distinto de cero en todas partes.  Prueba:  {\displaystyle f(y)=f(x)f(y-x)\neq 0} implica  {\displaystyle f(x)\neq 0}.
- {\displaystyle f(0)=1}. Prueba: {\displaystyle f(x)=f(x+0)=f(x)f(0)} y  {\displaystyle f(x)}no es cero.
- {\displaystyle f(-x)=1/f(x)}. Prueba: {\displaystyle 1=f(0)=f(x-x)=f(x)f(-x)}.
- Si  {\displaystyle f(x)}es continuo en cualquier parte (digamos en x = y ), entonces es continuo en todas partes.  Prueba:{\displaystyle f(x+\delta )-f(x)=f(x-y)[f(y+\delta )-f(y)]\rightarrow 0}como   {\displaystyle \delta \rightarrow 0}por continuidad en   y

La segunda y tercera propiedades significan que es suficiente probar {\displaystyle f(x)=e^{x}}para positivo   x . 
Si  {\displaystyle f(x)}es una función integrable de Lebesgue , entonces podemos definir 
{\displaystyle g(x)=\int _{0}^{x}f(x')\,dx'.}
Luego sigue que 
{\displaystyle g(x+y)-g(x)=\int _{x}^{x+y}f(x')\,dx'=\int _{0}^{y}f(x+x')\,dx'=f(x)g(y).}
Ya que {\displaystyle f(x)}es distinto de cero, podemos elegir alguna y tal que  {\displaystyle g(y)\neq 0}y resolver para {\displaystyle f(x)}en la expresión anterior. Por lo tanto: 
{\displaystyle {\begin{aligned}f(x+\delta )-f(x)&={\frac {[g(x+\delta +y)-g(x+\delta )]-[g(x+y)-g(x)]}{g(y)}}\\&={\frac {[g(x+y+\delta )-g(x+y)]-[g(x+\delta )-g(x)]}{g(y)}}\\&={\frac {f(x+y)g(\delta )-f(x)g(\delta )}{g(y)}}=g(\delta ){\frac {f(x+y)-f(x)}{g(y)}}.\end{aligned}}}
La expresión final debe ir a cero como  {\displaystyle \delta \rightarrow 0} ya que {\displaystyle g(0)=0}y  {\displaystyle g(x)}es continuo.  Resulta que {\displaystyle f(x)}es continuo. 
Ahora, probamos que {\displaystyle f(q)=e^{kq}}, para algunos k, para todos los números racionales positivos q . Sea q = n / m para enteros positivos n y m. Entonces 
{\displaystyle f\left({\frac {n}{m}}\right)=f\left({\frac {1}{m}}+\cdots +{\frac {1}{m}}\right)=f\left({\frac {1}{m}}\right)^{n}}
por inducción elemental en n. Por lo tanto,  {\displaystyle f(1/m)^{m}=f(1)} y por lo tanto 
{\displaystyle f\left({\frac {n}{m}}\right)=f(1)^{n/m}=e^{k(n/m)}.}
para {\displaystyle k=\ln[f(1)]}.  Tenga en cuenta que si nos estamos restringiendo a valores reales {\displaystyle f(x)}, entonces {\displaystyle f(x)=f(x/2)^{2}}es positivo en todas partes y por eso k es real. 
Finalmente, por continuidad, ya que  {\displaystyle f(x)=e^{kx}}para todo el x racional, debe ser cierto para todo el x real, ya que el cierre de los racionales es el real (es decir, podemos escribir cualquier x real como el límite de una secuencia de racionales). Si {\displaystyle f(1)=e}entonces k = 1. Esto es equivalente a la caracterización 1 (o 2, o 3), según la definición equivalente de e.

### La caracterización 2 implica la caracterización 6
En el sentido de definición 2,
{\displaystyle \lim _{h\to 0}{\frac {e^{h}-1}{h}}}
{\displaystyle =\lim _{h\to 0}{\frac {1}{h}}\left(\left(1+h+{\frac {h^{2}}{2!}}+{\frac {h^{3}}{3!}}+{\frac {h^{4}}{4!}}+\cdots \right)-1\right)}
{\displaystyle =\lim _{h\to 0}\left(1+{\frac {h}{2!}}+{\frac {h^{2}}{3!}}+{\frac {h^{3}}{4!}}+\cdots \right)}
{\displaystyle =1}

### La caracterización 6 implica la caracterización 4
En el sentido de definición 6, {\displaystyle {\frac {d}{dx}}e^{x}=\lim _{h\to 0}{\frac {e^{x+h}-e^{x}}{h}}=e^{x}\cdot \lim _{h\to 0}{\frac {e^{h}-1}{h}}=e^{x}.}por cierto {\displaystyle e^{0}=1}, por lo tanto, la definición 6 implica la definición 4.